# Los Olivos
Het district Los Olivos is een van de 43 districten die deel uitmaken van de hoofdstedelijke provincie Lima in Peru met als hoofdplaats Las Palmeras. Los Olivos ligt in het noorden van Lima Metropolitana en grenst in het noorden aan het district Puente Piedra, in het oosten aan de districten Comas en Independencia, en in het zuiden en westen aan het district San Martín de Porres. De burgemeester voor de periode 2006-2010 is Felipe Castillo Alfaro, die voor de derde opeenvolgende keer verkozen werd.

## Geschiedenis
Los Olivos is een jong district dat voorheen deel uitmaakte van het district San Martín de Porres. Een aantal residentiële wijken - waaronder Las Palmeras, Mercurio, El Trébol, Sol de Oro, Villa Los Ángeles, Panamericana Norte, Villasol, Parque Naranjal en Covida - klaagden er over dat het gemeentebestuur van San Martín de Porres niet genoeg aandacht aan hen schonk en richtten een actiecomité op om de oprichting van een eigen district te vragen. Dit gebeurde op 6 april 1989 met de oprichting van het district Los Olivos.

## Urbanistieke ontwikkeling
Momenteel herbergt het district verschillende Centros Comerciales, een gemeentelijk ziekenhuis, lagere, secundaire en hogere scholen, universiteiten zoals de Universidad Católica Sedes Sapientiae en la Universidad Cesar Vallejo (zetel Lima Norte) en verschillende residientiële middenklasse wijken.

## Bestuurlijke indeling
Het district is een onderdeel van de provincie Lima in de gelijknamige regio (región) van Peru en maakt deel uit van de metropool Lima Metropolitana.